# Noel Fisher
Noel Roeim Fisher, né le 13 mars 1984, est un acteur canadien, principalement connu pour son rôle de Mickey Milkovich dans la série américaine Shameless.

## Biographie
Noel Fisher commence sa carrière au Canada dès la fin des années 1990. Il obtient des rôles réguliers dans des téléfilms et séries jeunesse comme You, Me and the Kids et fait ses premiers pas dans le doublage avec des séries animées telles que Hamtaro et X-Men: Evolution.
Il se fait remarquer à Hollywood dans les années 2000 grâce à son rôle dans Le Grand Coup de Max Keeble (2001) et surtout dans Destination finale 2 (2003). Il enchaîne les seconds rôles dans des blockbusters comme World Invasion: Battle Los Angeles (2011) et dans Twilight, chapitres IV et V : Révélation, où il joue le vampire Vladimir.
Mais c’est son interprétation de Mickey Milkovich, voyou homosexuel au destin bouleversant dans Shameless, qui lui vaut la reconnaissance du public et des critiques. Il incarne ce personnage pendant plus de 10 ans, de manière récurrente ou principale selon les saisons.
Il continue sa carrière avec des rôles dans les mini-séries The Pacific (2010), Hatfields & McCoys (2012), et incarne le soldat Tomas Young dans The Long Road Home (2017).
Au cinéma, il prête ses traits et sa voix à Michelangelo, dans les deux films Ninja Turtles (2014) et Ninja Turtles 2 (2016).

## Filmographie

### Au cinéma
| Année | Titre                                    | Rôle                 | Notes                        |
| ----- | ---------------------------------------- | -------------------- | ---------------------------- |
| 2001  | Mortelle Saint-Valentin                  | Tulga Gang Member #1 |                              |
| 2001  | Va te faire foutre Freddy !              | Pimply Manager       |                              |
| 2001  | Le Grand Coup de Max Keeble              | Troy McGinty         |                              |
| 2003  | Destination finale 2                     | Brian Gibbons        |                              |
| 2003  | Cody Banks, agent secret                 | Fenster              |                              |
| 2006  | Pope Dreams                              | Pete                 |                              |
| 2007  | After Sex                                | Jay                  |                              |
| 2008  | Red                                      | Danny                |                              |
| 2011  | World Invasion: Battle Los Angeles       | Pfc. Shaun Lenihan   |                              |
| 2012  | Twilight, chapitres IV et V : Révélation | Vladimir             |                              |
| 2014  | Ninja Turtles                            | Michelangelo         | capture de mouvement et voix |
| 2016  | Ninja Turtles 2                          | Michelangelo         | Capture de mouvement et voix |
| 2018  | Nelly et Simon : Mission Yéti            | Simon Picard         | Voix                         |
| 2019  | Justice League vs. the Fatal Five        | Brainiac 5           | Voix                         |
| 2020  | Capone                                   | Junior               |                              |

### À la télévision
| Année     | Titre                               | Rôle                                        | Notes |
| --------- | ----------------------------------- | ------------------------------------------- | --- |
| 1999      | The Sheldon Kennedy Story           | Young Sheldon Kennedy                       | (Téléfilm) |
| 2000-2001 | You, Me and the Kids                | Aaron                                       | 10 Épisodes |
| 2000-2003 | X-Men: Evolution                    | Toad / Todd Tolensky                        | 26 Épisodes (voix)                                                                                               |
| 2001      | Andromeda                           | Breyon                                      | Épisode « Music of a Distant Drum »                                                                              |
| 2001      | Au-delà du réel                     | Brae                                        | Épisode « Lion's Den »                                                                                           |
| 2001-2002 | Sk8                                 | Alex                                        | 13 Épisodes |
| 2002-2003 | Hamtaro                             | Stan                                        | 104 Épisodes (Voix)                                                                                              |
| 2002      | L'Île de l'étrange                  | Robbie McNiel                               | Épisode « The Devil Made Me Do It »                                                                              |
| 2002      | I Was a Teenage Faust (en)          | Tom                                         | (Téléfilm) |
| 2002      | Killer Bees!                        | Dylan Harris                                | (Téléfilm) |
| 2003      | La colère du ciel                   | Jeremy Landis                               | (Téléfilm) |
| 2004      | Mon oncle Charlie                   | Freddie                                     | Épisode « Camel Filters and Pheromones »                                                                         |
| 2004      | Cold Case                           | Jerry Kasher                                | Épisode « The Plan »                                                                                             |
| 2004      | Huff                                | Sam Johnson                                 | 3 Épisodes |
| 2006      | Médium                              | Brian / Jessie Andrews                      | Épisode « Sweet Child O' Mine »                                                                                  |
| 2005-2006 | Godiva's                            | TJ                                          | 19 Épisodes |
| 2007-2008 | The Riches                          | Cael Malloy                                 | 20 Épisodes |
| 2008      | Life                                | John Armstrong                              | Épisode « Find Your Happy Place »                                                                                |
| 2008      | New York, section criminelle        | Milo                                        | Épisode « Reunion »                                                                                              |
| 2008      | Mentalist                           | Travis Tennant                              | Épisode « Seeing Red »                                                                                           |
| 2009      | A Dog Named Christmas               | Todd McCray                                 | (Téléfilm) |
| 2009      | Bones                               | Teddy Parker                                | Épisode « The Hero in the Hold »                                                                                 |
| 2009      | New York, unité spéciale            | technicien scientifique C.S.U. Dale Stuckey | Saison 10, épisodes 16, 19, 20 et 22                                                                             |
| 2010      | The Pacific                         | Pvt. Hamm                                   | Épisode « Okinawa » (mini-série télévisée)                                                                       |
| 2010      | Terriers                            | Adam Fisher / Amnesiac                      | Épisode « Missing Persons »                                                                                      |
| 2010      | Lie to Me                           | Brian                                       | Épisode « The Canary's Song »                                                                                    |
| 2011      | Criminal Minds: Suspect Behavior    | Jason Wheeler                               | Épisode « One Shot Kill »                                                                                        |
| 2011-2021 | Shameless                           | Mickey Milkovich                            | 43 Épisodes (Récurrent saisons 1 et 2, Principal saisons 3 à 5, Invité saisons 6,7,9), Principal saison 10 et 11 |
| 2012      | Hatfields & McCoys                  | Ellison « Cotton Top » Mounts               | 3 Épisodes (mini-série télévisée)                                                                                |
| 2012      | The Booth at the End                | Dillon                                      | 5 Épisodes |
| 2016      | La Ligue des justiciers : Action    | Klarion the Witch Boy                       | Épisode « Trick or Threat » (Voix)                                                                               |
| 2017      | Fear the Walking Dead               | Willy                                       | Épisode « Eye of the Beholder »                                                                                  |
| 2017      | The Long Road Home                  | Pvt Tomas Young                             | 4 épisodes |
| 2018      | Castle Rock                         | Zalewski                                    | |
| 2019      | The Red Line                        | Paul Evans                                  | Principal |
| 2020      | The Conners                         | Ed Conner Jr.                               | 3 episodes |
| 2025      | The Rookie : Le Flic de Los Angeles | Harrison Novak                              | Épisode : « Darkness Falling »                                                                                   |

## Distinctions
- Nommé au Critics' Choice Television Award (2014) pour son rôle dans *Shameless*[7].